# Spreitzkopf
Der Spreitzkopf in der Gemarkung von Hesselbach im nordrhein-westfälischen Kreis Siegen-Wittgenstein und im mittelhessischen Landkreis Marburg-Biedenkopf ist ein 627 m ü. NHN hoher Berg im Rothaargebirge mit Gipfellage in Westfalen.

## Geographie

### Lage
Der Spreitzkopf erhebt sich im Süden des Rothaargebirges und im Südosten des Naturparks Sauerland-Rothaargebirge. Der Gipfel des bewaldeten Bergs liegt etwa 1000 m nordöstlich von Hesselbach und 3,3 km südöstlich von Banfe, zwei Ortsteilen von Bad Laasphe, sowie 460 m westlich der Grenze zu Mittelhessen. Eine weitere nahe Ortschaft ist Wiesenbach als 3,4 km nordöstlich des Gipfels gelegener Ortsteil des hessischen Breidenbach. Während sich der Großteil des Berges mit seinem Gipfel in Westfalen befindet, liegt die zum Boxbach hin abfallende Ostflanke in Mittelhessen. Nach Norden leitet die Landschaft über eine 547,6 m hohe Scharte zum Kleinen Ahlertsberg (597,8 m) und nach Süden durch das Boxbachtal zum hessischen Hommerichskopf (561,6 m) über.

### Naturräumliche Zuordnung
Der Spreitzkopf gehört in der naturräumlichen Haupteinheitengruppe Süderbergland (Nr. 33) und in der Haupteinheit Rothaargebirge (mit Hochsauerland) (333) zur Untereinheit Südwittgensteiner Bergland (333.2).

### Fließgewässer
Auf der Nordostflanke des Spreitzkopfs entspringt der Lahn-Zufluss Wahbach (Wabach). Auf seiner Südflanke liegt die Quelle des Hesselbachs und auf der Nordflanke jene des Auerbachs, die beide in die Banfe münden. Etwas entfernt entspringt an der Landesgrenze beim Hommerichskopf der Perf-Zufluss Boxbach. Banfe und Perf entwässern in den Rhein-Nebenfluss Lahn.

### Berghöhe
Der Spreitzkopf ist 627 m hoch. Nahe dem Gipfel liegt eine 626,9 m hohe Stelle.

## Schutzgebiete
Bis auf die Nordflanke des Spreitzkopfs reichen Teile des Naturschutzgebiets Wahbachtal (CDDA-Nr. 166128; 1987 ausgewiesen; 29,03 ha groß). Auf dem Berg liegen Teile des Landschaftsschutzgebiet Bad Laasphe (CDDA-Nr. 555558490; 1987 ausgewiesen; 122,9381 km² groß).

## Verkehr, Wandern und Windpark Hesselbach
Über die Süd- und Ostflanke des Spreitzkopfs verläuft die Kreisstraße 36, die in Nordost-Südwest-Richtung von Bad Laasphe über den Gebirgspass Armer Mann nach Hesselbach führt. Sie trägt in Hesselbach von der Dorfmitte bis zum östlichen Ortsrand den Namen Zum Spreit. Zum Beispiel an dieser Straße beginnend kann der Berg auf Waldwegen und -pfaden erwandert werden. Nahe dem Gipfel befinden sich Anlagen des Windparks Hesselbach.